# Taça de Portugal 1951-1952
La Taça de Portugal 1951-1952 fu la 12ª edizione della Coppa di Portogallo. Il Benfica si aggiudicò la competizione per la terza volta consecutiva (sesta in totale) sconfiggendo in finale i rivali cittadini dello Sporting Lisbona.

## Squadre partecipanti
In questa edizione erano presenti tutte le 14 squadre di Primeira Divisão, il Marítimo (campione di Madera) e la Juventude de Évora.

### Primeira Divisão

#### 14 squadre
| - Académica - Atlético CP - Barreirense - Belenenses - Benfica | - Boavista - Braga - Covilhã - Estoril Praia - Oriental Lisbona | - Porto - Salgueiros - Sporting Lisbona - Vitória Guimarães |

### Altre partecipanti
- Juventude de Évora
- Marítimo

## Ottavi di finale
|               | Risultato |                    | Andata | Ritorno | Spareggio |  |
| ------------- | --------- | ------------------ | ------ | ------- | --------- |  |
| Braga         | 2 - 11    | Porto              | 1 - 1  | 1 - 10  |           |  |
| Salgueiros    | 3 - 3     | Vitória Guimarães  | 2 - 1  | 1 - 2   | 4 - 0     |  |
| Marítimo      | 3 - 7     | Sporting Lisbona   | 1 - 2  | 2 - 5   |           |  |
| Barreirense   | 7 - 2     | Oriental Lisbona   | 6 - 1  | 1 - 1   |           |  |
| Estoril Praia | 2 - 9     | Benfica            | 0 - 1  | 2 - 8   |           |  |
| Boavista      | 2 - 5     | Covilhã            | 2 - 0  | 0 - 5   |           |  |
| Atlético CP   | 3 - 7     | Juventude de Évora | 2 - 2  | 1 - 5   |           |  |
| Académica     | 3 - 7     | Belenenses         | 2 - 2  | 1 - 5   |           |  |

## Quarti di finale
|                    | Risultato |             | Andata | Ritorno |  |
| ------------------ | --------- | ----------- | ------ | ------- |  |
| Sporting Lisbona   | 5 - 2     | Belenenses  | 3 - 1  | 2 - 1   |  |
| Covilhã            | 2 - 9     | Benfica     | 0 - 7  | 2 - 2   |  |
| Juventude de Évora | 4 - 8     | Barreirense | 3 - 3  | 1 - 5   |  |
| Porto              | 5 - 1     | Salgueiros  | 2 - 0  | 3 - 1   |  |

## Semifinali
|         | Risultato |                  | Andata | Ritorno | Spareggio |  |
| ------- | --------- | ---------------- | ------ | ------- | --------- |  |
| Porto   | 4 - 4     | Sporting Lisbona | 2 - 0  | 2 - 4   | 2 - 5     |  |
| Benfica | 6 - 2     | Barreirense      | 1 - 2  | 5 - 0   |           |  |

## Finale
| Arbitro: | Joaquim Reis e Santos (Santarém) |

|                                              |           |                                                 |
| Pipi 11’ (rig.) 69’ 90’ Corona 49’ Águas 73’ | Marcatori | 51’ 71’ Rola 55’ João Martins 90’ (rig.) Albano |

| Benfica | Sporting CP |

### Formazioni
| Benfica         |   |                       |
|                 |   |                       |
| POR             | 1 | José de Bastos        |
| DIF             |   | Joaquim Fernandes     |
| DIF             |   | Artur Santos          |
| DIF             |   | Félix Antunes         |
| CEN             |   | Francisco Ferreira () |
| CEN             |   | Eduardo Corona        |
| CEN             |   | Rosário               |
| CEN             |   | Rogério Pipi          |
| CEN             |   | Francisco Moreira     |
| ATT             |   | Arsénio Duarte        |
| ATT             |   | José Águas            |
| Sostituiti:     |   |                       |
| Allenatore:     |   |                       |
| Cândido Tavares |   |                       |

| Sporting Lisbona  |   |                  |
|                   |   |                  |
| POR               | 1 | Carlos Gomes     |
| DIF               |   | Juvenal Silva    |
| DIF               |   | Joaquim Pacheco  |
| DIF               |   | Manuel Passos () |
| CEN               |   | Veríssimo Alves  |
| CEN               |   | Juca             |
| ATT               |   | Pacheco Nobre    |
| ATT               |   | Albano           |
| ATT               |   | José Travassos   |
| ATT               |   | João Martins     |
| ATT               |   | Rola             |
| Sostituiti:       |   |                  |
| Allenatore:       |   |                  |
| Randolph Galloway |   |                  |